# Pragma-dialectiek
De pragma-dialectiek is een argumentatietheorie ontworpen door Frans van Eemeren en Rob Grootendorst aan de Universiteit van Amsterdam. In deze theorie, die geïnspireerd is door het kritisch rationalisme van Karl Popper, wordt argumentatie gezien als deel van een discussie die als doel heeft een meningsverschil op te lossen. De theorie heeft zowel een dialectisch aspect (ze gaat uit van twee partijen die een verschil van mening proberen op te lossen) als een pragmatisch aspect (de theorie ziet discussiebijdragen als taalhandelingen).

## Het model van kritische discussie
Binnen de pragma-dialectiek staat het model van kritische discussie centraal. Dit model beschrijft een proces waarmee men kan bepalen of een standpunt houdbaar is door iemand die deze verdedigt, in het licht van de reacties van iemand die dit standpunt aanvalt of betwijfelt. De verdediger wordt in de theorie 'protagonist' van een standpunt genoemd en de aanvaller de 'antagonist'. Het model van kritische discussie omschrijft vier fasen die de verschillende partijen in het proces richting een oplossing van een verschil van mening moeten doorlopen, en de soorten taalhandelingen die in deze fasen worden gedaan.
1. De confrontatiefase, hierin worden het verschil van mening en de posities van de verschillende partijen uitgedrukt.
2. De openingsfase, hierin wordt bepaald wat de uitgangspunten voor de discussie zijn.
3. De argumentatiefase, hierin brengt men argumentatie en kritische reacties naar voren.
4. De afsluitingsfase, hierin wordt bepaald wat het resultaat van de discussie is.

## De discussieregels
De tien discussieregels binnen de pragma-dialectiek zijn erop gericht te voorkomen dat het proces richting een oplossing in een van de verschillende fasen gedwarsboomd wordt door obstakels, die als 'drogredenen' beschouwd kunnen worden. De regels zorgen ervoor dat de kritische beoordelaar zulke drogredelijke discussiezetten kan vinden.
1. Vrijheidsregel.
2. Verdedigingsplichtregel.
3. Standpuntsregel.
4. Relevantieregel.
5. Verzwegen-argumentregel.
6. Uitgangspuntregel.
7. Geldigheidsregel.
8. Argumentatieschemaregel.
9. Afsluitingsregel.
10. Taalgebruiksregel.